# Ehrenmal auf dem Straßburger Platz

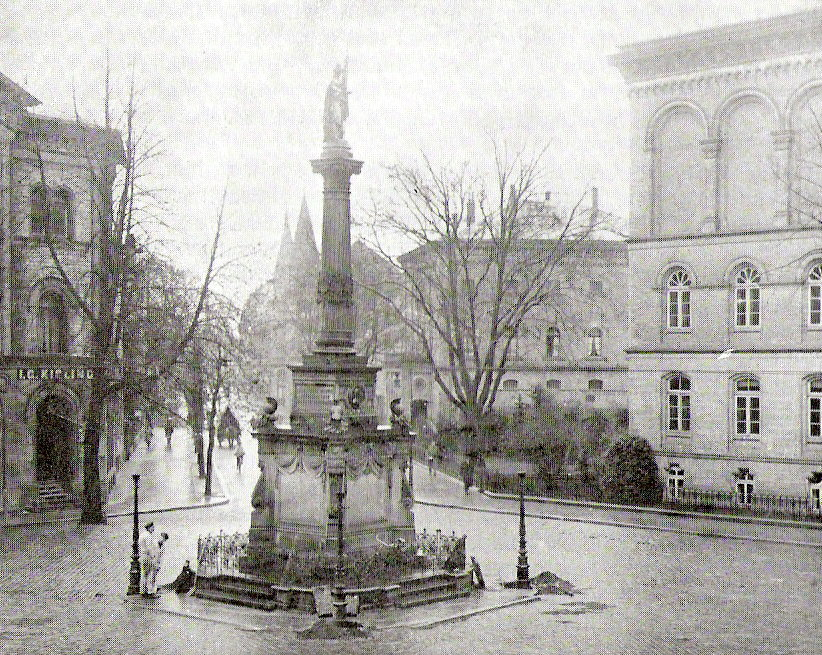
Das Ehrenmal an seinem ursprünglichen Standort auf dem Neumarkt mit der Germania

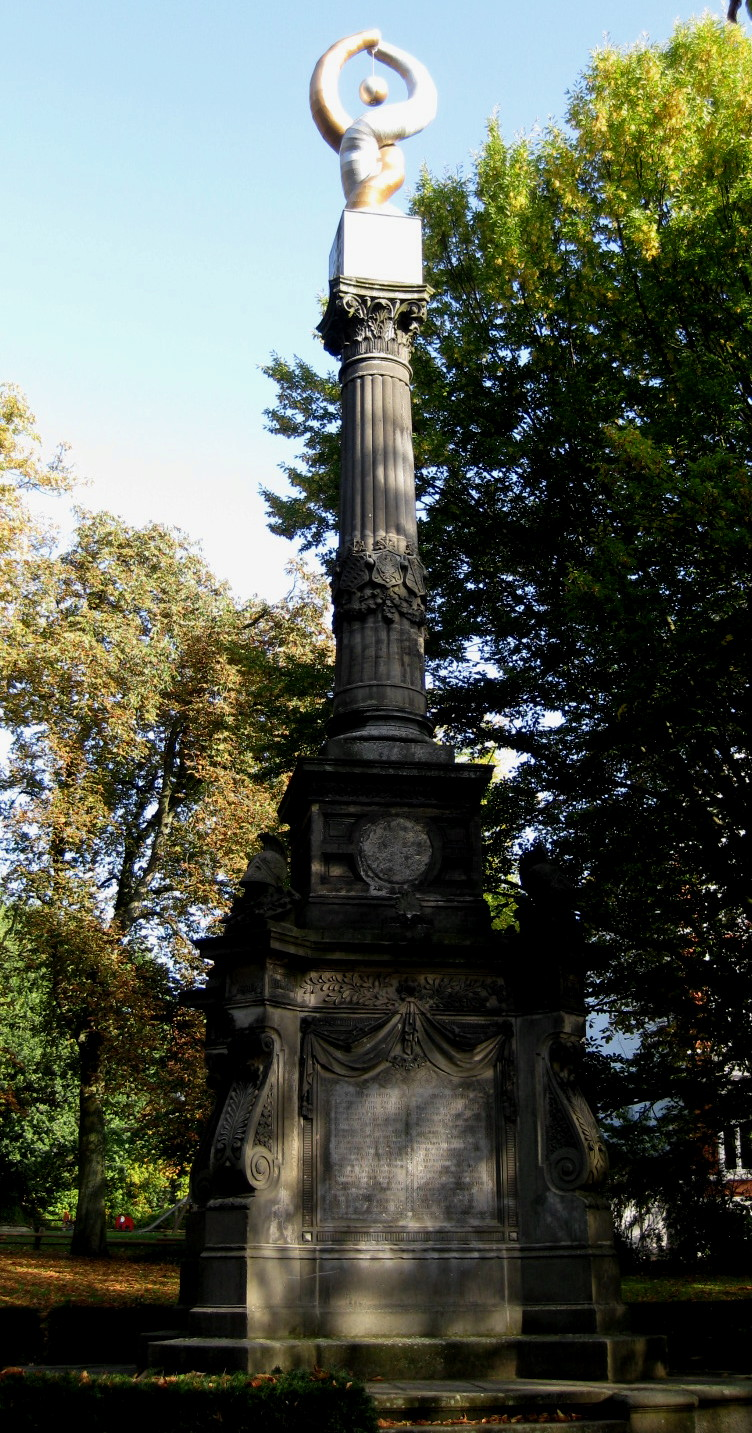
Das Ehrenmal 2009 auf dem Straßburger Platz

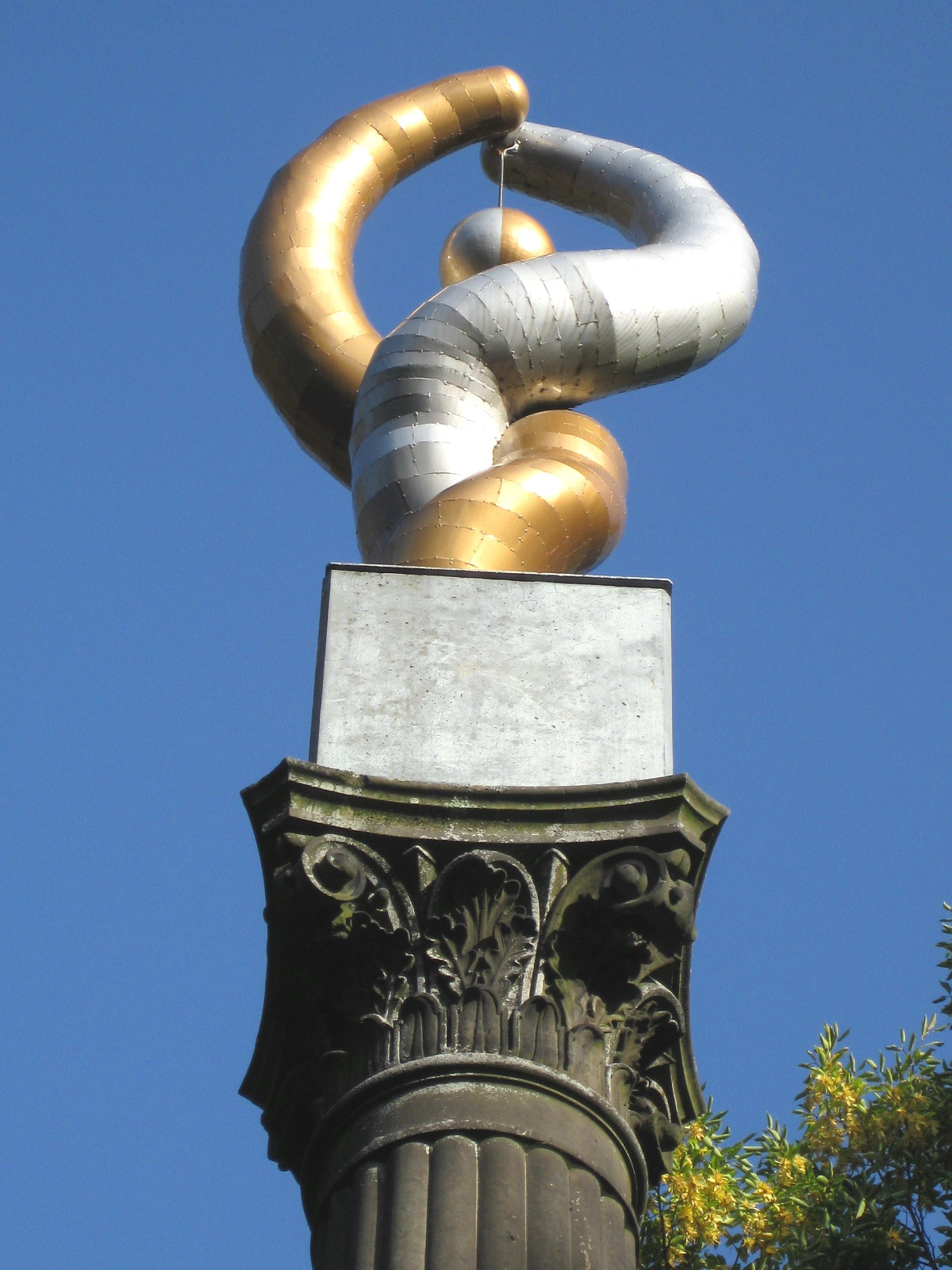
Die Skulptur Die schützende Torsion nach dem Entwurf von Schülerinnen des Osnabrücker Ratsgymnasiums symbolisiert die deutsch-französische Freundschaft

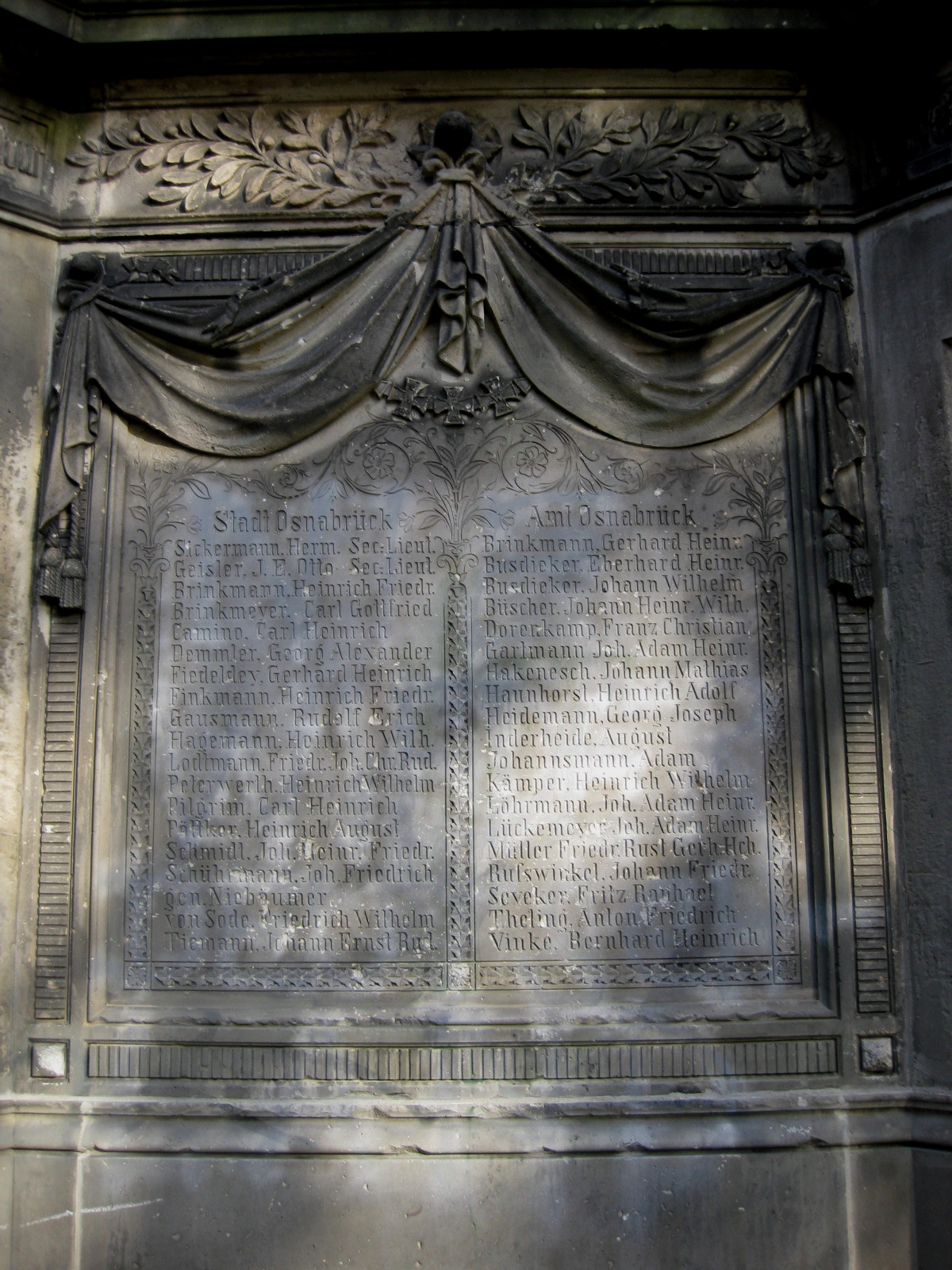
Tafel mit Namen der Gefallenen aus der Stadt und dem Amt Osnabrück

Das Ehrenmal auf dem Straßburger Platz (auch Kriegerdenkmal am Straßburger Platz und Gefallenendenkmal Straßburger Platz) ist ein Kriegerdenkmal in der niedersächsischen Stadt Osnabrück. Es ist den Gefallenen aus dem preußischen Fürstentum Osnabrück im Deutsch-Französischen Krieg von 1870/1871 gewidmet. Seit 1928 befindet es sich auf dem Straßburger Platz im Stadtteil Westerberg. Es steht unter Denkmalschutz.

## Geschichte
Der Entwurf für das Ehrenmal stammt von dem Osnabrücker Stadtbaumeister Emil Hackländer (1830–1902). Es besteht aus einer Säule im korinthischen Stil auf einem Sockel mit quadratischer Grundfläche, zu dem an drei Seiten drei Stufen führen.
Auf der Säule stand eine zwei Meter hohe Germania-Skulptur aus Bronze, die in den Gräflichen Einsiedelschen Werken in Lauchhammer angefertigt wurde. Die Skulptur wird verschiedentlich fälschlich als Viktoria bezeichnet.
Auf den Seiten des Sockels aus Obernkirchener Sandstein sind die Namen der Gefallenen aus den Städten Osnabrück, Melle und Quakenbrück sowie den Ämtern des Fürstentums genannt. Dazu gehörten die Ämter Osnabrück, Fürstenau, Iburg, Gröneburg, Vörden und Wittlage. Auf den Ecken sind antike Helme angebracht, jeweils darunter stehen die Namen von Orten der Schlachten des Kriegs in Frankreich; aufgeführt sind Nouilly, Mars-la-Tour, Metz, Le Mans, Pontarlier, Sedan, Straßburg, Beaune-la-Rolande, Orléans, Spichern und Paris.
Auf einem Kubus oberhalb des Sockels befinden sich auf drei Seiten Inschriften auf Gedenktafeln. Sie lauten:
- „Seinen im Krieg von 1870–71 gebliebenen Söhnen. Das Fürstenthum Osnabrück“
- „Wilhelm I. Deutscher Kaiser. 18. Januar 1871“
- „Im heißen Kampf geeint – Erblühe herrlich – Hort des Friedens – Theures Vaterland!“

Am 18. August 1880 wurde das Denkmal auf dem Osnabrücker Neumarkt in einer geschlossenen Veranstaltung, zu der Eintrittskarten an Hinterbliebene der Gefallenen und Honoratioren ausgegeben worden waren, enthüllt. Reden hielten der Landdrostrat Gehrmann, der Vorsitzender des Denkmalkomitees war, und Oberbürgermeister Heinrich Brüning. Ein Geistlicher weihte das Denkmal.
Bis 1928 stand das Ehrenmal auf dem Neumarkt. Dort wurde es wegen des zunehmenden Verkehrs und des Ausbaus des Straßenbahnnetzes abgebaut und auf den Westerberg versetzt. Sein Standort auf dem baumbestandenen Straßburger Platz befindet sich in inmitten eines Wohnviertels, dessen Straßen Namen tragen wie die des preußischen Reichskanzlers Bismarck und der preußischen Generalfeldmarschälle Roon und Moltke.
Während des Zweiten Weltkriegs wurde die bronzene Germania-Statue bei einer Metallsammlung vom Denkmal entfernt und eingeschmolzen. Das Ehrenmal wurde mit einer Replik ausgestattet und blieb bis ins frühe 21. Jahrhundert unverändert.
Im Jahr 2003 beschäftigten sich Schülerinnen des 12. Jahrgangs aus dem Ratsgymnasiums Osnabrück im Kunst-Leistungskurs mit dem Thema Deutsch-Französische Freundschaft und erarbeiteten Entwürfe für eine neue Skulptur des Denkmals. Im Januar 2004 stellten sie ihr Projekt beim Treffen zum Schulförderprogramm „denkmal aktiv – Kulturerbe macht Schule 2003/2004“ der Deutschen Stiftung Denkmalschutz in Bad Honnef vor. Die Stiftung unterstützte das Projekt finanziell. Die Entscheidung unter fünf Entwürfen fiel auf die Skulptur „Die schützende Torsion“ von vier Schülerinnen. Angefertigt wurde sie aus Karosserieblech von Auszubildenden in der Lehrwerkstatt der Wilhelm Karmann GmbH in Osnabrück. Sie wurde feuerverzinkt und mit einem farbigen Anstrich versehen. 2006 wurden die Schülerinnen in Hannover von Kultusminister Bernd Busemann mit dem seit 1992 vergebenen niedersächsischen Schülerfriedenspreis ausgezeichnet, der mit 5000 Euro dotiert war. Der Preis wird für Aktionen und Projekte vergeben, die in besonderem Maße „die Völkerverständigung, den Kampf gegen Gewalt und den Abbau von Vorurteilen“ fördern.
Anfang März 2009 wurde das Denkmal am Tag vor einem NPD-Aufmarsch aus Anlass einer über den Straßburger Platz führenden Gegendemonstration mit der Parole „Nie wieder Deutschland“ versehen. Die Parole wurde wieder entfernt.